# The Human League
A The Human League egy brit new wave együttes Sheffieldből. Az együttest 1977-ben alapították. Egyik legnagyobb sikert hozó albumuk az 1981-ben megjelent Dare!, amely szerepel az 1001 lemez, amit hallanod kell, mielőtt meghalsz című könyvben.

## Diszkográfia
- Reproduction (1979)
- Travelogue (1980)
- Dare! (1981)
- Hysteria (1984)
- Crash (1986)
- Romantic? (1990)
- Octopus (1995)
- Secrets (2001)
- Credo (2011)

## Fordítás
- Ez a szócikk részben vagy egészben  a   The Human League című angol Wikipédia-szócikk fordításán alapul.  Az eredeti cikk szerkesztőit annak laptörténete sorolja fel. Ez a jelzés csupán a megfogalmazás eredetét és a szerzői jogokat jelzi, nem szolgál a cikkben szereplő információk forrásmegjelöléseként.